# در قلب من یک زن عبری
در قلب من، یک زن عبری رمانی است از خوله حمدی که در آن نویسنده چگونگی آشنا شدنش با قهرمان داستان «ندی» را تعریف می‌کند. در ابتدا نویسنده داستانی را که شنیده بود، در یک وب سایت منتشر می‌کند و از این طریق می‌تواند با قهرمان داستان یعنی «ندی» ارتباط برقرار کند تا جزئیات بیشتری را به دست آورد. پس از شنیدن کامل داستان و گردآوری جزئیات، نویسنده آن را به شکل داستان عاشقانه‌ای درمی‌آورد که بین قهرمان داستان و یکی از قهرمانان مقاومت لبنان اتفاق افتاده‌است. عشقی در میان جامعه یهودیان عرب و جامعه مقاومت در لبنان.
این رمان به گفته نویسنده به‌طور بی‌طرفانه‌ای داستانی واقعی از قهرمانان واقعی را منتقل می‌کند. داستان ریما که مسلمان است و پس از مرگ مادرش توسط یعقوب و همسرش تانیا و دو فرزندشان سارا و پاسکال که همگی یهودی هستند به سرپرستی گرفته می‌شود. همچنین داستان ندی که دختری یهودی است و احمد که مسلمان و از نیروهای مقاومت لبنان است و واکنش ندا و خواهر احمد، سماح پس از ناپدید شدن احمد را بیان می‌کند. اما به زودی نویسنده بی‌طرفی خود را رها می‌کند و شروع به ارائه مدارکی برای ترغیب خواننده به دین خود می‌کند.
این کتاب با نام «آن دختر یهودی» توسط اسما خواجه‌زاده به فارسی ترجمه شده و انتشارات کتابستان معرفت آن را به چاپ رسانیده‌است.

## یهودیان در جربه
وقایع این رمان در جزیره جربه، یکی از جزایر تونس اتفاق می‌افتد. داستان این جزیره در نوع خود جالب است. در گذشته‌های دور برخی از یهودیان پس از به پادشاهی رسیدن نبوکدنصریکم -پادشاه بابل و فرمانده لشکرهای آن- به دلیل هرج و مرج‌های به وجود آمده از شرق کشور به این جزیره نقل مکان کردند. آنها پس از مدتی که در این جزیره دلربا اقامت گزیدند، معروف‌ترین کنیسه خود را که قدیمی‌ترین کنیسه در آفریقا است تأسیس کردند. همچنین معابد و زیارتگاه‌های زیادی را در مجاورت مساجد بنا کردند. تعداد کنونی یهودیان در جزیره جربه از دو هزار نفر تجاوز نمی‌کند، با دانستن اینکه آنها فرزندان نخستین مهاجران هستند که با مردم سرزمین مخلوط شده‌اند و از ساکنان این کشور شده‌اند، زنده ماندن آنها بر دین پدرانشان (یهودیت) نشان می‌دهد که اسلام یک دین خونین و خصمانه نیست، در غیر این صورت این گروه از یهودیان تاکنون یا نابود شده یا از کشور اخراج شده بودند.

## خلاصه کتاب
این رمان حول داستان واقعی دختری یهودی به نام «ندی» می‌گردد که به همراه خانواده یهودی خود در تونس زندگی می‌کند. همان‌طور که این رمان جزئیات کامل زندگی «ندی» و زندگی «ریما» را به تصویر می‌کشد، نشان می‌دهد که سرنوشت چگونه آن دو را به یک مسیر می‌کشاند تا با هم دیدار کنند. ریما، دختری است که کمتر از ۱۵ سال سن دارد و پس از مرگ مادرش، توسط یک یهودی بزرگ می‌شود، تا آنجا که این فرد یهودی متوجه می‌شود که دختر خودش به خاطر ریما به پوشیدن حجاب اسلامی علاقه‌مند شده‌است و این موضوع را تهدیدی برای دختر خود دانسته و عذر ریما را می‌خواهد. ریما پس از اخراج از منزل پدرخوانده یهودی‌اش، از تونس به لبنان می‌آید که در آنجا با ندی آشنا شده و به عنوان خدمتکار در منزل او مشغول می‌شود. وقایع این رمان ادامه می‌یابد تا اینکه در یک شامگاه، یک جوان نقاب‌دار در خانه ندی را می‌کوبد تا برای معالجه دوست خود احمد که در درگیری‌های بین مقاومت و اسرائیل مجروح شده، کمک بگیرد. احمد از نیروهای مقاومت لبنان است که در برابر رژیم اشغال‌گر صهیونیستی می‌جنگد. احمد که زخمی شده بود و به خانه ندی پناه آورده بود، توسط ندی مورد مراقبت قرار می‌گیرد. در نتیجه احمد به ندی علاقه‌مند می‌شود و از اختلافات مذهبی و فرقه‌ای چشم پوشی می‌کند.
این داستان در دو منطقه اتفاق می‌افتد: اول در جزیره جربه در تونس و دوم شهر باستانی قانا که در جنوب لبنان است. در محله یهودیان در جنوب تونس، این رمان در اطراف ریما می‌چرخد، دختر یتیم مسلمان که زیر سایه خانواده یهودی «عمو یعقوب» پرورش یافته‌است، که عقایدش شروع به تغییر کرده و خود را ملزم به پوشیدن حجاب می‌کند. در این میان عمو یعقوب و همسرش تانیا از ریما عصبانی می‌شوند و خواستار این هستند که او را از فرزندان خود دور کنند تا آنان تحت تأثیر عقاید وی دربارهٔ یهودیت و اسلام قرار نگیرند، بنابراین ریما را به لبنان می‌فرستند و در آنجا با ندی، قهرمان داستان دیدار می‌کند.
در جنوب لبنان، این رمان به زندگی ندی می‌پردازد، زن عبری تحت عنوان این رمان که متعلق به مذهب یهود است، اگرچه ندی در یک خانه مسیحی بزرگ شده‌است اما با پیروی از مادرش مذهب یهود را انتخاب کرده‌است. زندگی ندی بعد از ملاقات با احمد، کاملاً تحت تأثیر قرار می‌گیرد. مسلمانی که به صفوف مقاومت لبنان در برابر نیروهای اشغالگر اسرائیل تعلق دارد.
این رمان رابطه مسلمانان با دیگران به ویژه یهودیان را نشان می‌دهد و همچنین تفاوت‌هایی که بین زنان مسلمان و جایگاه آنها در قرآن و زنان یهودی وجود دارد را خاطرنشان می‌کند. علاوه بر این، نشان می‌دهد که چگونه ندی پس از اسلام آوردن مورد آزار و اذیت و تبعید از طرف خانواده‌اش، قرار می‌گیرد. در مورد سرنوشت ریما، وی هنگام خرید در بازار، در اثر بمب‌گذاری در قانا کشته می‌شود. این رمان با به تصویر کشیدن تروریسم، وحشیگری و دست کم گرفتن مقام زن، ضعف دین یهود را نشان می‌دهد. به نظر می‌رسد این رمان آرزوهای نویسنده را ارائه می‌دهد و واقعیتی از زندگی را توصیف نمی‌کند، زیرا در جامعه یهودی در جهان عرب، روابط عمدتاً بین خودشان محدود می‌شود.

## مقایسه ادیان
نویسنده تلاش می‌کند که ادیان را در پیروزی آشکار برای اسلام مقایسه کند و در بعضی از قسمت‌ها عمداً کاری می‌کند که این مقایسه از زبان ندی قهرمان داستان بیان شود، برای نمونه در طول داستان به این جملات برمی‌خوریم: نماز مسلمانان با عبادت مسیحیان که با صدای بلند و به صورت ترانه‌های غنایی اجرا می‌شود متفاوت است، اما به عبادت یهودیان نزدیک است، به ویژه زمانی که عبادت کنندگان یهود جملات کتاب مقدس را با صدای نرم تکرار یا آنها را در داخل ذهن خود و بدون صحبت از آن مرور می‌کنند. در طول داستان تعصب نویسنده در به تصویر کشاندن غیر مسلمانان و توصیف قهرمانان داستان نمایان می‌شود.

## شخصیت‌های داستان
می‌توان گفت نویسنده موفق شده‌است تا شخصیت‌های رمان خود را با مهارت فراوان ترسیم کند. متن کتاب همواره خواننده را وامی‌دارد تا با همه آنها همدردی کند و با نبوغ نویسنده درمورد موضوعاتی مانند عشق، جنگ و مذهب در هم آمیزد. نویسنده بسیاری از موضوعات پیچیده را مطرح می‌کند که در آن مفاهیم اسلام را تجزیه و تحلیل کرده و آن‌ها را با شکوه و شگفتی از زبان قهرمانان خود بیان می‌کند، گویی که این رمان به‌طور غیر مستقیم از اسلام دفاع می‌کند.

## نقل قول‌هایی از کتاب
من عضوی از این خانواده خواهم بود که همیشه به یاد خواهد داشت… حتی اگر همه دنیا از یاد ببرد.
اجازه ندهید که مسلمانان شما را از اسلام بیزار سازند، زیرا استفاده آنها از اسلام با آموزه‌های واقعی آن نابرابر است. در عوض به خلاقیت پیامبر اسلام و انسانهای نیکی که از آنها در قرآن یاد شده، بنگرید.
ولی ما به جز با شهید شدن یا انجام یک امر بزرگ، شخصیتی قهرمان محسوب نمی‌شویم. در مورد دیگران، آنها برای تحقق آمال خود زندگی می‌کنند.
اما به جای جواب دادن به او، احمد این بار ایستاد و با صدایی شنیدنی گفت: خدا بزرگ است… این رسالت او بود و شما هرگز نفهمیدید.
آیا می‌دانید که مردم ما را فقط با آرمان‌هایمان می‌سنجند؟ وقتی بمیریم، به نمادی از جهاد و مقاومت تبدیل می‌شویم. این نماد نه نشانگر زندگی شخصی، و نه نشانگر خواسته‌های ماست، بلکه فقط آرمانی است که می‌توان برای آن زندگی کرد و برای آن مُرد.
می‌ترسم که اگر زندگی ثابت و روزمره‌ای داشته باشیم، هدف خود را از دست بدهیم و تبدیل به مردم عادی بشویم و این یعنی تسلیم شدن به یک زندگی راحت، من در زندگی غیر از مقاومت هیچ هدفی نداشته‌ام.
در هر صورت خدا را شکر می‌کنم و به درگاه او اعتراضی ندارم، و می‌دانم که بدون او موجودی ضعیف و گمگشته‌ام! پروردگارا، می‌دانم که این امتحانی بر صبر و پایداری من است اما از تو می‌خواهم که خود چراغ راه من باشی - ندی

## نقدهای مثبت
روایت کردن وقایع به‌طور جذاب و بدون ایجاد داستانهای ضعیف و غیر منطقی.
روایت ساده و صاف است و هیچ گونه دشواری برای تفسیر و تحلیل ندارد.
گرایش مذهبی قوی که در آن انگیزه‌ای واضح و روشن وجود دارد.
بحث و جدال بین ندی و احمد به روشی جالب ذکر شده‌است.
سبک کتاب آسان و بدون عارضه است، وقایع روان و احساسات خواننده را به خود جلب می‌کند.
در استفاده از آیات قرآنی در بدنه رمان کار شگرفی انجام گرفته‌است.
بنابراین، داستان قلب هر خواننده را لمس می‌کند و اثری بر آن باقی می‌گذارد، درست همان‌طور که نویسنده در مقدمه داستان آرزو می‌کند و بهترین مدرک برای این موفقیت بزرگ این است که این رمان به لیست کتابهای پرفروش پیوسته‌است.
رمانی واقع گرایانه پیچیده شده از تصورات نویسنده است.
دارای نامی است که باعث ایجاد جذابیت در نگاه اول می‌شود.
این رمان از یک جنبه مثبت افرادی را بررسی می‌کند که دین خود را بدون تأمل از طرف گذشتگان به ارث برده‌اند.
همچنین در مورد این عقیده بحث می‌کند که بسیاری از کسانی که اسلام را حمل می‌کنند با اصول آن کاری ندارند زیرا فقط آنها اسلام را به عنوان میراث حمل می‌کنند.
داستان به این موضوع اشاره دارد که هر فرد زحمت بکشد که تفسیر خود را از اسلام به درستی جستجو کند و خلاءهای خالی را در درک صحیح این دین پر کند.

## نقدهای منفی
در داستان مرگ ریما بسیار ناگهانی است به‌طوری که بعد از آن نادیده گرفته می‌شود.
داستان ناپدید شدن احمد و همچنین پیوستن برخی از شخصیت‌ها به مذهبی غیر از مذهب خودشان شکه کننده است.
نویسنده برای برخی از شخصیت‌ها فضای کافی برای اسلام باقی نگذاشته‌است.
داستان عاشقانه یا حتی عقیده مذهبی ذکر شده در داستان، به روایت شکلی ضعیف و بومی داده‌است.
دیدگاه نویسنده کسل کننده است، زیرا این فقط یک داستان عاشقانه ساده نیست، گاهی اوقات او واقعاً نمی‌تواند آن را تکمیل کند.
ایده این رمان تعصب مذهبی، تحقیر غیرمسلمانان و ندای اسلام است.
نویسنده شخصیت‌های مسلمان را به عنوان فرشتگان معرفی می‌کند، آیا این واقع بینانه است؟
برای نویسنده معنی ندارد که بگوید روایت او یک داستان واقعی است و به همه چیز موجود در آن اعتقاد دارد، زیرا تخیل زیادی دارد و نه منطقی است و نه قابل قبول.
مجموعه‌ای از اتفاقات غیر منطقی در یک نقشه ضعیف گنجانده شده که قصد نویسنده از این کار در نهایت فقط ارایه ایده خود بوده‌است.
همه چیز همان‌طور که نویسنده می‌خواهد انجام می‌شود، نه بر مبنای واقعیت.
نگارنده همه مسلمانان را فرشته و یهودیان را شرور به تصویر کشیده، سرانجام یهودیان به اسلام گرویدند و همه مسیحیان در یک حادثه جان باختند.
شخصیت‌ها ضعیف و کم عمق هستند، همه آنها شخصیت‌های مه آلود هستند.
بخش حمایت از اسلام در رمان به هیچ وجه قانع کننده نیست.
نویسنده در نیمه دوم رمان از روش فلش بک به روش بد و بدوی استفاده کرده‌است و فلش بک به صورت ناخوشایند استفاده شده‌است و این باعث می‌شود متن به‌طور کلی تضعیف شود. همچنین باعث می‌شود خواننده گیج شود.
با توجه به اینکه رمان بر اساس یک داستان واقعی است نباید چنین تخیل اغراق‌آمیزی در آن باشد.